# Fort Jutphaas

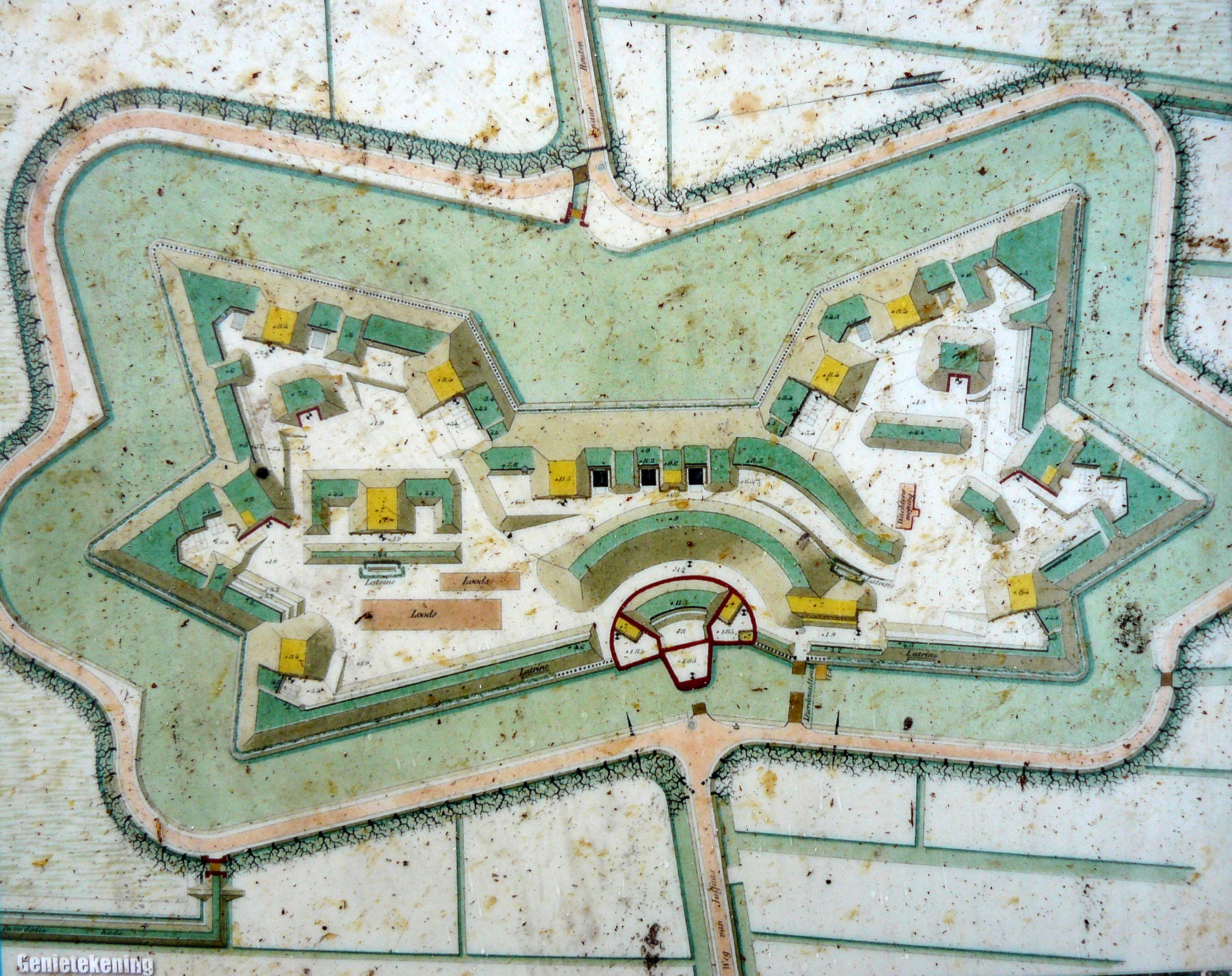
Plattegrond van het fort.

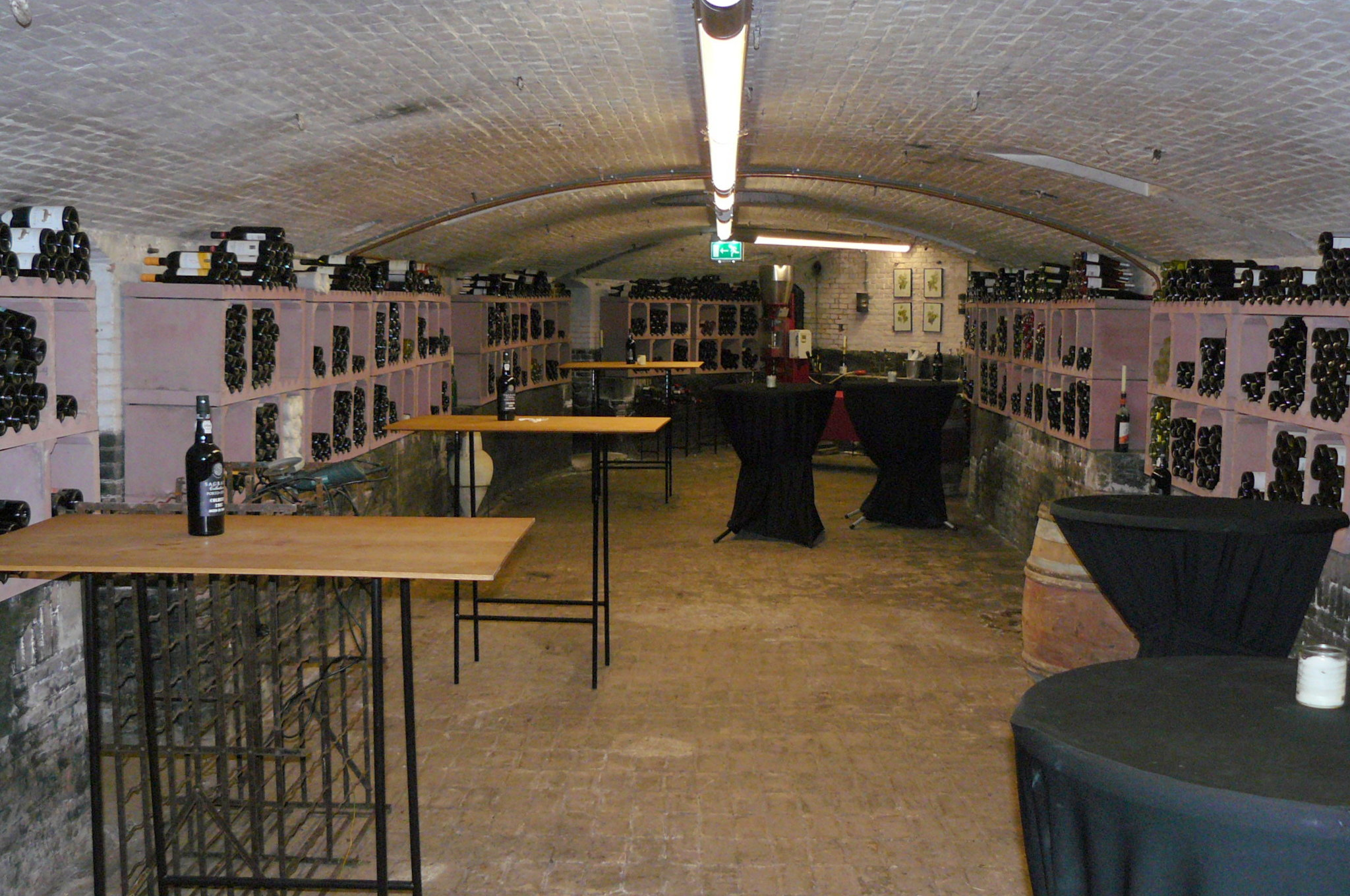
De centrale hal in de kelder van het wachthuis.

Fort Jutphaas is een verdedigingswerk bij Jutphaas in de Nederlandse gemeente Nieuwegein. Het maakte deel uit van de Nieuwe Hollandse Waterlinie. Fort Jutphaas is opgenomen in het register van rijksmonumenten.

## Bouw en functie
Het verdedigingswerk verrees ten oosten van de Vaartsche Rijn omstreeks 1820, een periode waarin de Franse bezetting net was beëindigd en besloten was op diverse plaatsen de Hollandse Waterlinie te versterken. Er lagen twee gebastioneerde schansen aan weerszijden van de Overeindseweg op de plaats van het voormalige kasteel Plettenburg.
Het fort kwam omstreeks 1846 tot stand door het samenvoegen van de twee schansen. Het heeft hierdoor een langgerekte vorm met een totale lengte van circa 330 meter. Er kwam een bomvrije wachthuis van baksteen met eigen gracht. Het had een cirkelsectorvormige vorm met in de frontmuur veel schietgaten voor kanonnen en handvuurwapenen. Het wachthuis bood logies aan 137 militairen. Bovengronds waren de slaapvertrekken met aan weerskanten een binnenplaats en vier opstelplaatsen voor geschut. Het dak met borstwering was bedoeld voor zware kanonnen.
In 1871 werden dak en frontzijde van het wachthuis aangeaard. Het vrije schootsveld van de meeste vuurmonden in het wachthuis ging hierdoor verloren. Ter compensatie werden langs de wallen van het fort nieuwe opstelplaatsen voor geschut gemaakt. Verder werden hiervoor twee remises en twee magazijnen gebouwd. Aan de frontzijde kwamen nieuwe aarden wallen. Tevens werd een fortwachterswoning gebouwd, maar deze is ergens tussen 1925 en 1935 vervangen door een nieuwe dienstwoning.
Het waren de laatste ingrijpende veranderingen op het fort. In 1872-1874 werd ten westen van het fort een nieuw inundatiekanaal gegraven en werd de functie grotendeels overgenomen door de Batterijen aan de Overeindseweg. Ongeveer 10 jaar later kwam ook het Merwedekanaal gereed waarmee het fort definitief in de tweede lijn kwam te liggen.
Tijdens de Tweede Wereldoorlog nam het Duitse leger het fort direct in bezit. Er kwam een zend- en ontvangststation van de Kriegsmarine voor de duikbotenoorlog. In 1943 bombardeerden de geallieerden het fort, waarna de Duitsers vertrokken. Na de oorlog werd het fort hersteld en door Defensie gebruikt tot 1951 als munitieopslag, met name voor vliegtuigbommen.

## Na buitendienststelling
In 1959 verkocht het ministerie van Defensie het fort aan particulieren en het fort kreeg de bestemming wijnkooperij/wijnhandel. In 2008 werd het fort overgenomen door Fort Jutphaas BV die het fort een nieuwe (horeca)bestemming gaf. In het wachthuis werd een restaurant en, in 2022, in de fortwachterswoning een café met overnachtingsgelegenheid gevestigd. De gemeente Nieuwegein stelde in 2016 een ontwikkelplan op voor het gebied rondom het fort. Uitgangspunt daarbij was om er een parkomgeving te realiseren. De nadruk ligt daarbij op ontspanning, recreatie, cultuurhistorie en natuurbeleving. Een eerste fase, die bestond uit de aanleg van paden, trappen en meubilair is uitgevoerd.